# Catopsilia pomona
Espèce
Catopsilia pomona  est un insecte lépidoptère de la famille des Pieridae, de la sous-famille des Coliadinae et du genre Catopsilia.

## Dénomination
Catopsilia pomona  (Johan Christian Fabricius, 1775)
Synonyme : Catopsilia crocale

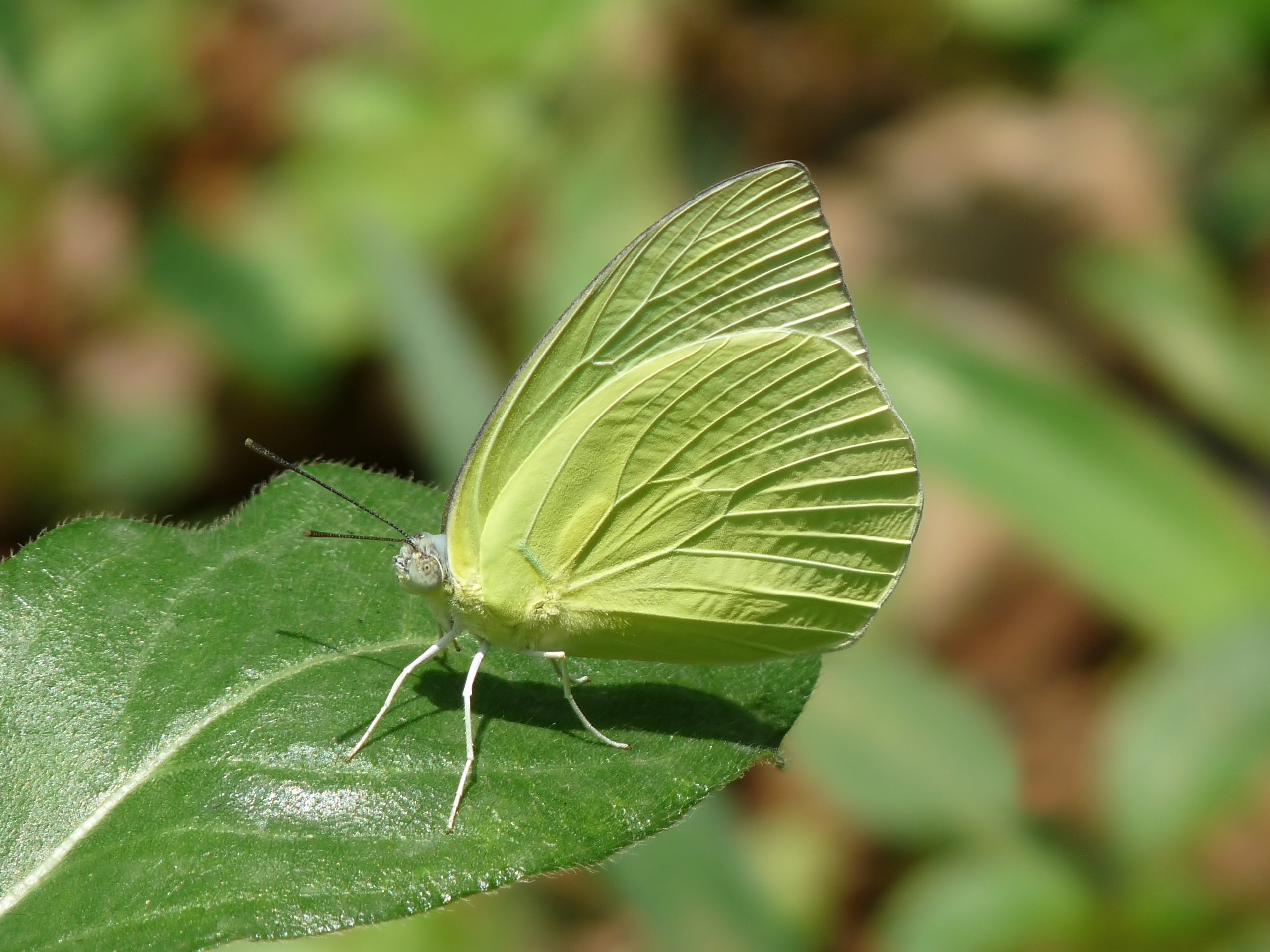
Catopsilia pomona mâle

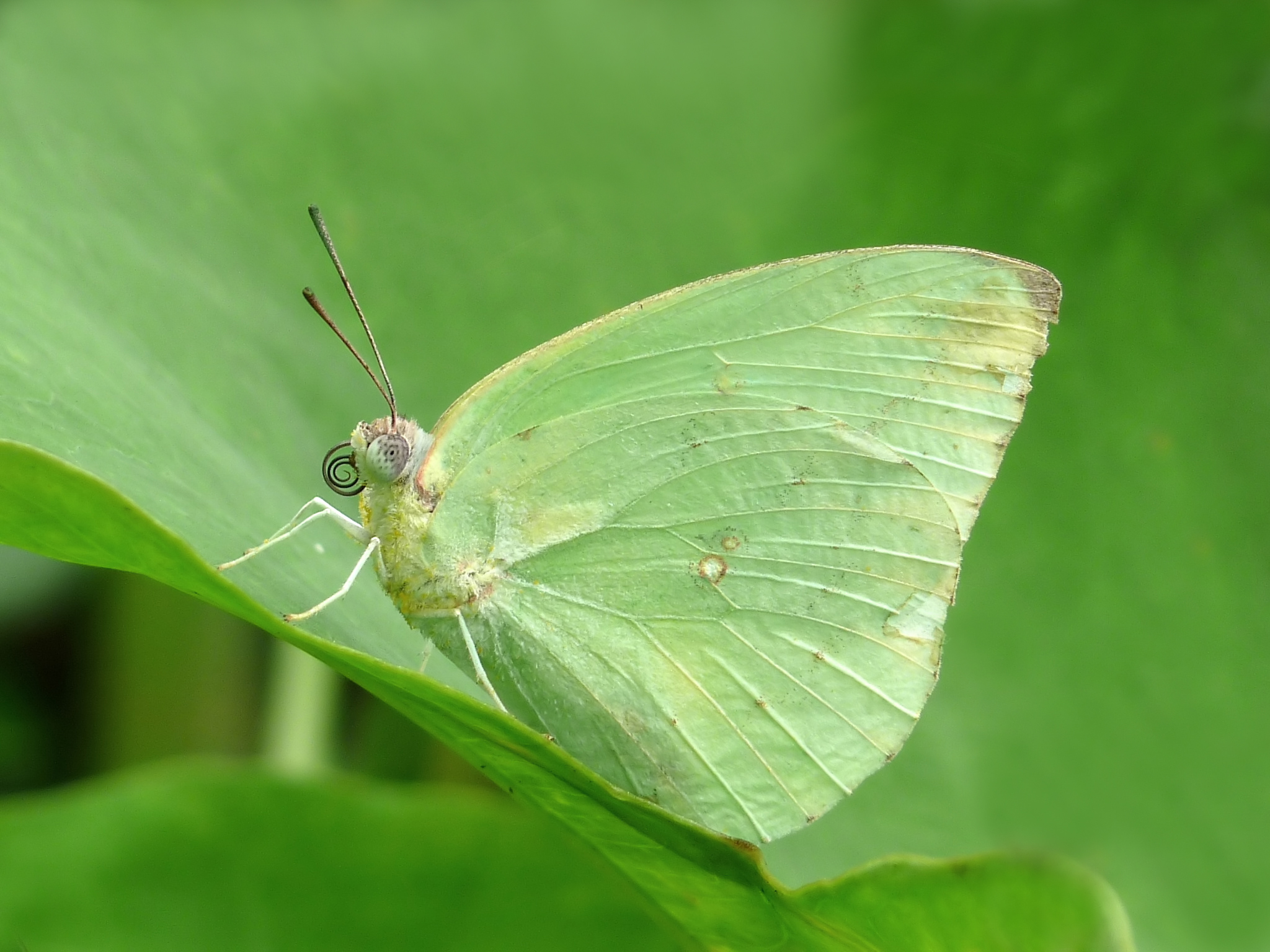
Catopsilia pomona femelle

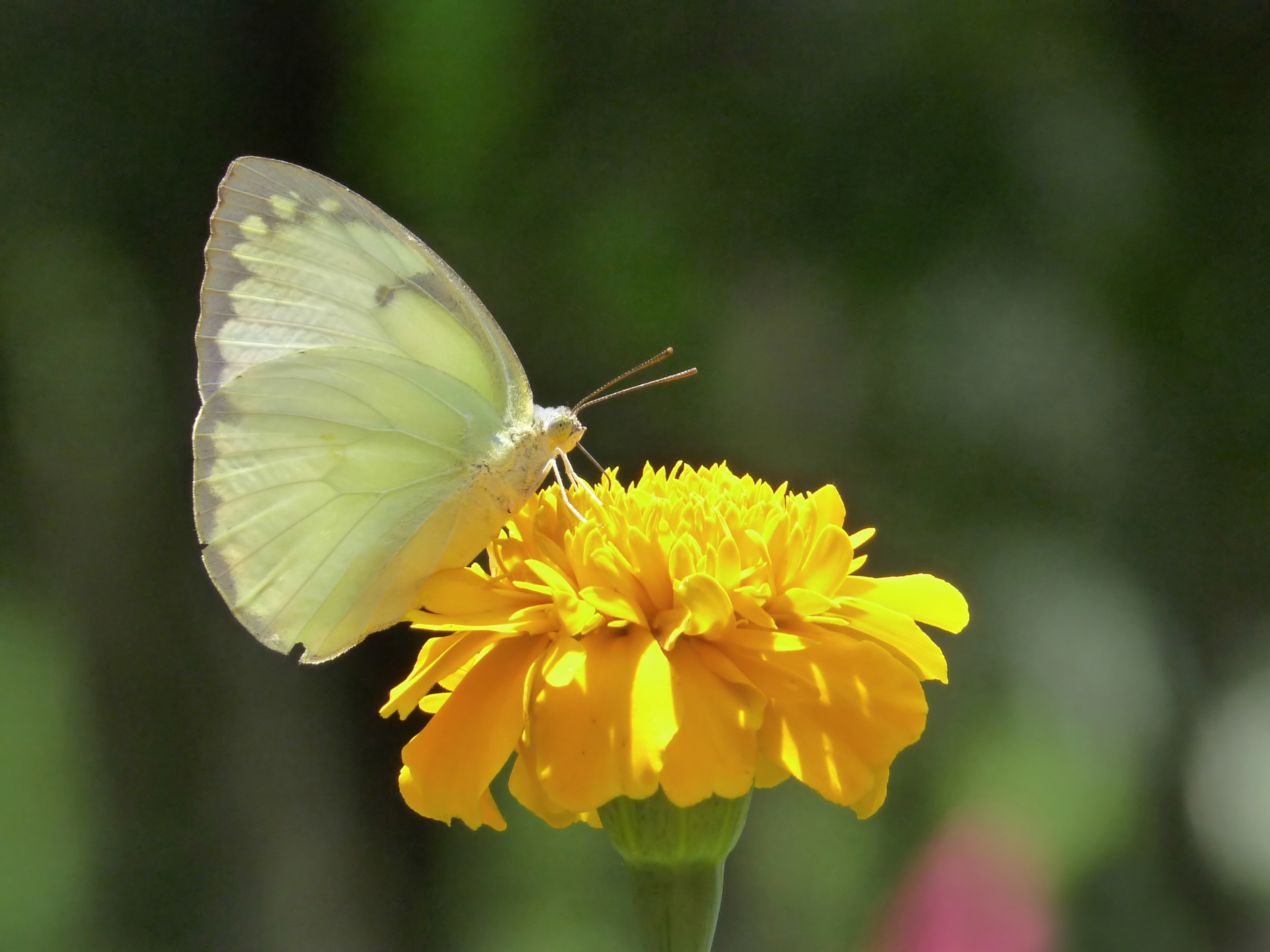
Catopsilia pomonamêle à contrejour

Dans la sous-espèce Catopsilia pomona pomona il existe les formes :
- Catopsilia pomona pomona f. alcmeone
- Catopsilia pomona pomona f. catilla
- Catopsilia pomona pomona f. crocale
- Catopsilia pomona pomona f. jugurtha
- Catopsilia pomona pomona f. hilaria
- Catopsilia pomona pomona f. nivescens [1]

### Noms vernaculaires
Catopsilia pomona  se nomme en anglais Common Emigrant (émigrant commun) ou Lemon Emigrant (émigrant citron).

## Description
C'est un papillon d'une couleur uniforme mais diverse pouvant aller du jaune au jaune pâle presque blanc ou au vert jaune. La femelle, plus claire possède une fine bordure des antérieures et un point foncé. Le revers est de la même couleur unie avec un point discoidal blanc bordé de rose aux postérieures.

### Chenille

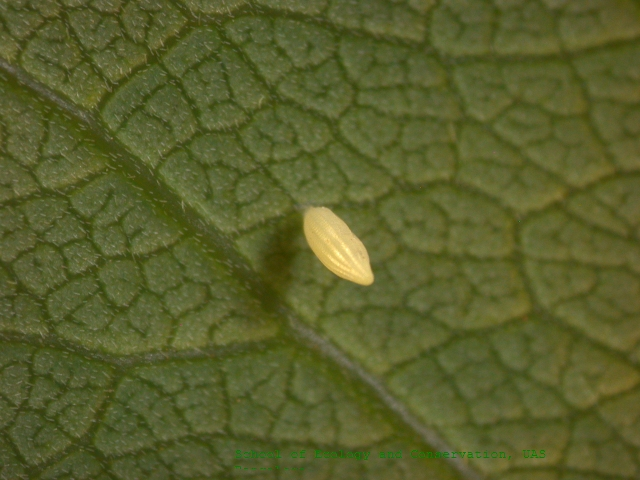
œuf
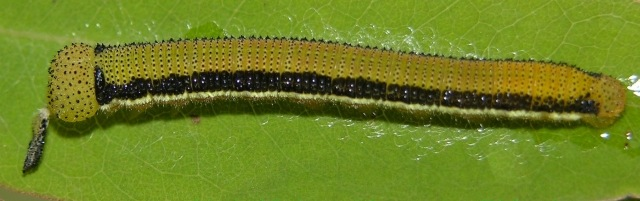
chenille
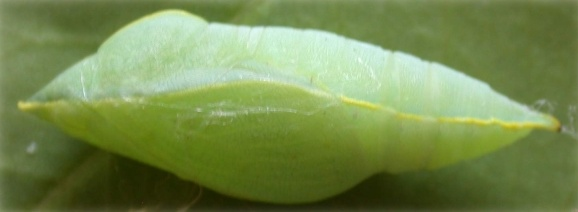
chrysalide

## Biologie
Il n'a pas de diapause.
C'est un migrateur qui suit en particulier les berges des rivières.

### Plantes hôtes
Ses plantes hôtes sont de la famille des Cassia, Cassia siamea, Cassia occidentalis, Cassia fistula, Cassia surattensis, Cassia tora, Cassia coronilloides, Cassia pleurocarpa) et Sesbania roxburghii et Butea frondosa.

## Écologie et distribution
Il est présent en Asie du Sud-Est, (Ceylan, Inde, Malaisie), Nouvelle-Guinée, Australie et Nouvelle-Calédonie,.
Aux Moluques et aux Salomon sont présentes deux formes de deux formes de la sous-espèce Catopsilia pomona pomona : Catopsilia pomona pomona f. pomona et Catopsilia pomona pomona f. crocale.

### Biotope
Il occupe des milieux très divers

### Protection

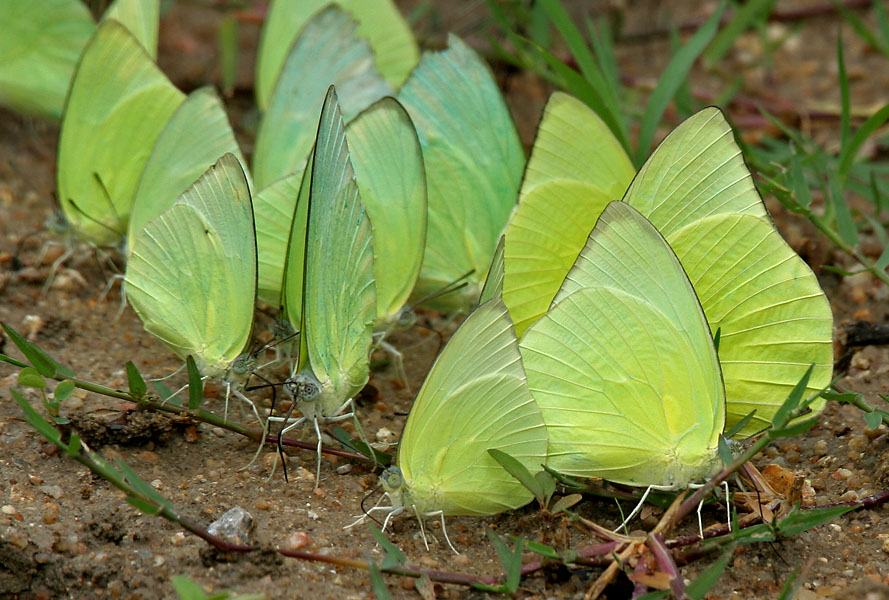
Groupe pratiquant le mud-puddling

Cette espèce n'a pas de statut de protection particulier.